# عثمان بوزكورت
عثمان بوزكورت (بالتركية: Osman Bozkurt)‏ هو لاعب كرة قدم تركي في مركز الهجوم، ولد في 10 أغسطس 1984 في فيلدكيرخ في النمسا. لعب مع أدميرا فاكر مودلينغ ودينيزلي سبور وفيرست فيينا وكارسياكا ونادي بلدية آكهيسار سبور ونادي سانت بولتن.

## وصلات خارجية
- عثمان بوزكورت على موقع اتحاد تركيا (لاعب) (الإنجليزية)
- عثمان بوزكورت على موقع قاعدة بيانات كرة القدم.إي يو (الإنجليزية)
- عثمان بوزكورت على موقع Soccerway.com (الإنجليزية)
- عثمان بوزكورت على موقع عالم كرة القدم.نت (الإنجليزية)